# الشراط
الشرّاط (ⵛⵔⴰⵟ)، وتعرف أيضا بجماعة واد الشراط هي جماعة ترابية مغربية تقع بإقليم بنسليمان جهة الدار البيضاء سطات. عدد سكان الجماعة حسب إحصاء سنة 2014 هو 9754 نسمة.

## التاريخ
اشتهرت جماعة الشراط أول مرة سنة 1962، حين تعرض بها السياسي المغربي المهدي بن بركة لمحاول اغتيال، ثم عادت شهرتها بعد أن توفي بها السياسيين المغربيين أحمد الزايدي غرقا أسفل قنطرة القطار بجماعة واد الشراط سنة 2014، ثم بعد ايام من وفاته، توفي السياسي المغربي عبد الله باها مدعوسا بواسطة القطار فوق نفس القنطرة. وسنة 2015، غرق بهذه الجماعة 6 أطفال دفعة واحدة. سنة 2022، أصدرت وزارة الداخلية قرارا بتوقيف رئيس جماعة الشراط سعيد الزايدي عن مهامه بتهمة الابتزاز وطلب مبالغ مالية على سبيل الرشوة. 

## الجغرافيا
تقع جماعة الشراط بإقليم بنسليمان جهة الدار البيضاء سطات، وهي جماعة ساحلية مطلة على المحيط الأطلسي على هضبة الشاوية السفلى. تشتهر الجماعة بواد الشراط الذي يقطعها. تعتبر جماعة الشراط من أغنى الجماعات بالمغرب، لما تحتويه من نشاط عقاري نشيط متمثل في إقامات سكنية حديثة، إضافة إلى النشاط السياحي الساحلي، والنشاط الفلاحي، حيث تعتبر هذه الجماعة من الأشهر في المغرب في إنتاج عنب المائدة، ويقام بها سنويا مهرجان العنب.

## شاطئ الشراط

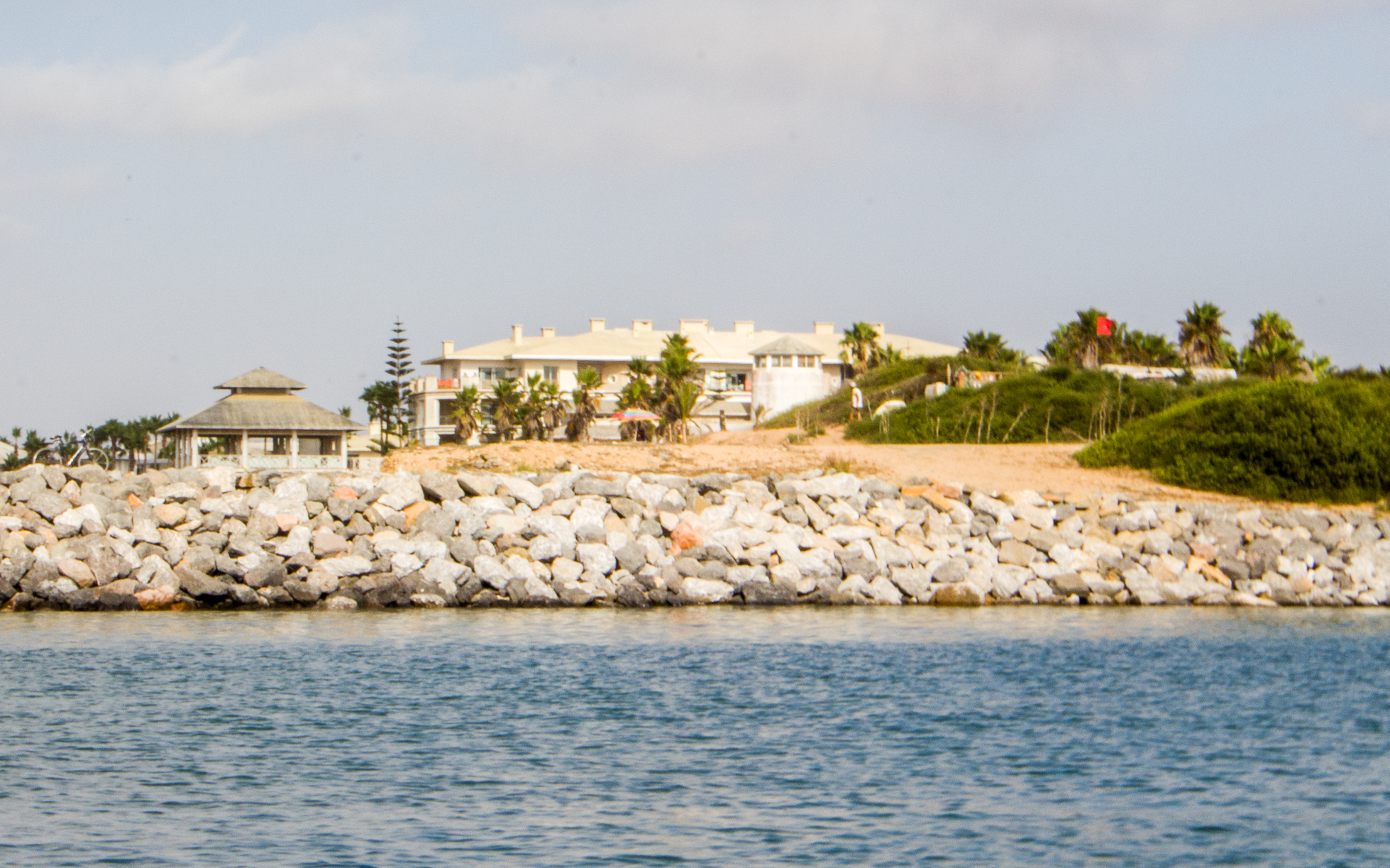
جزء من شاطئ الشراط من واد بوزنيقة

شاطئ واد الشراط هو واحد من الشواطئ 26 بجهة الدار البيضاء سطات، يقع على بعد 52.3 كم من مدينة الدار البيضاء. يقع هذا الشاطئ بمنطقة شبه حضرية، بحيث يبعد عن مركز مدينة بوزنيقة ب 6 كيلوميترات فقط، وهو عبارة عن شاطئ رملي ومكان للإستجامام خلال فصل الصيف. توجد بشاطئ الشراط تجهيزات مختلفة من مظليات ومقاهي وخدمات، كما يوجد به مركب سياحي مهجور. يعد هذا الشاطئ مكانا مفضلا لممارسة رياضة ركوب الأمواج والصيد بالقصبة، وتوجد على مشارفه تجزئات السكن الراقي. 

## دواوير الجماعة
| اسم الدوار    | عدد سكان الدوار | المشيخة | النوع     |
| ------------- | --------------- | ------- | --------- |
| لحرار         | 1152            | لكبابحة | دوار مشتت |
| اولاد اعشيش   | 2408            | لكبابحة | دوار مجزأ |
| اولاد موسى    | 840             | لكبابحة | دوار مشتت |
| اولاد اسلامة  | 374             | لعطاية  | دوار مشتت |
| لعطاية        | X               | لعطاية  | دوار مشتت |
| الشواكر       | X               | لعطاية  | دوار مشتت |
| العكبان       | 3392            | لعطاية  | دوار مشتت |
| اولاد بن يوسف | 941             | لعطاية  | دوار مشتت |
| لبراهمة       | 446             | لعطاية  | دوار مشتت |

## معرض الصور

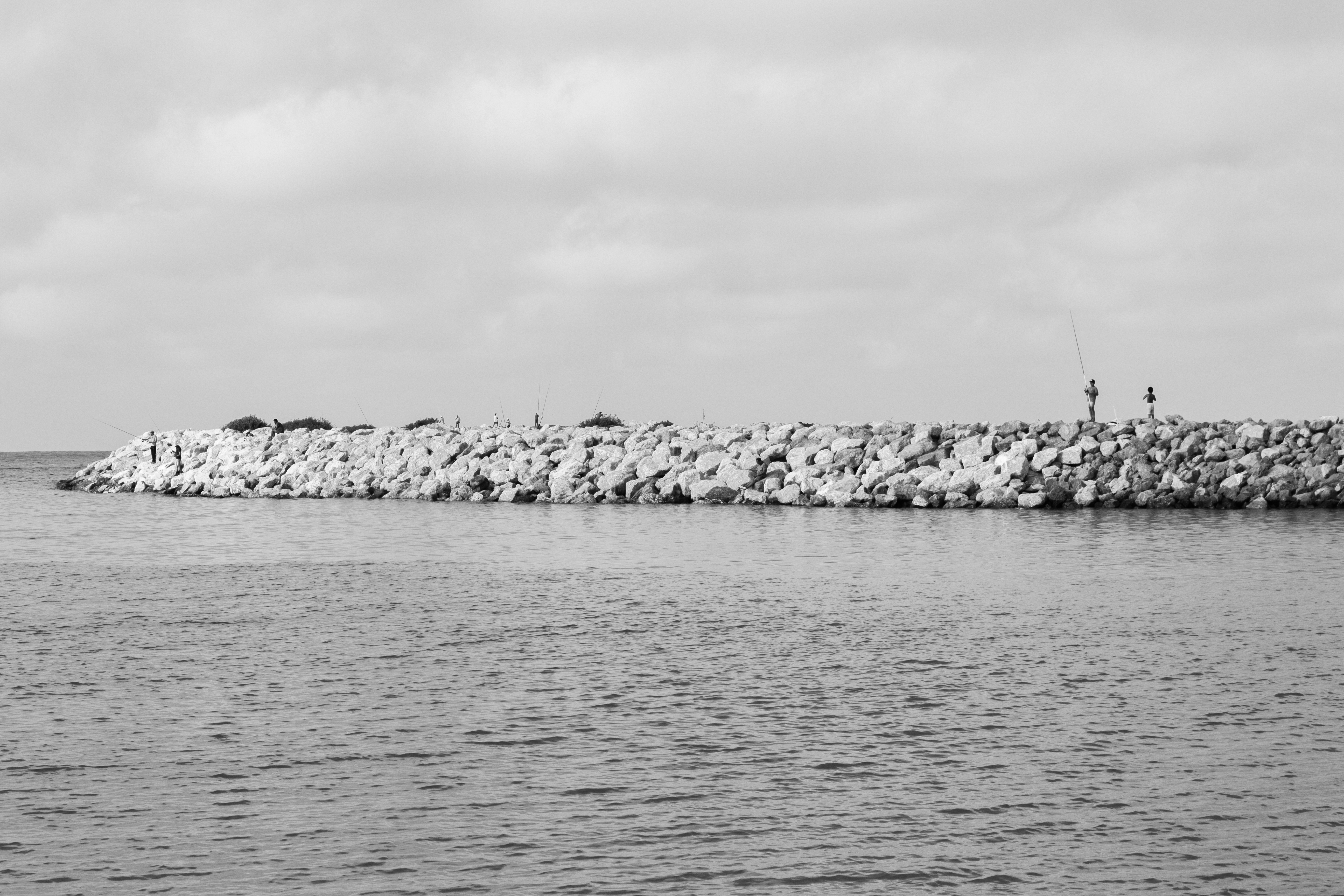
حاجز الأمواج من شائط الشراط
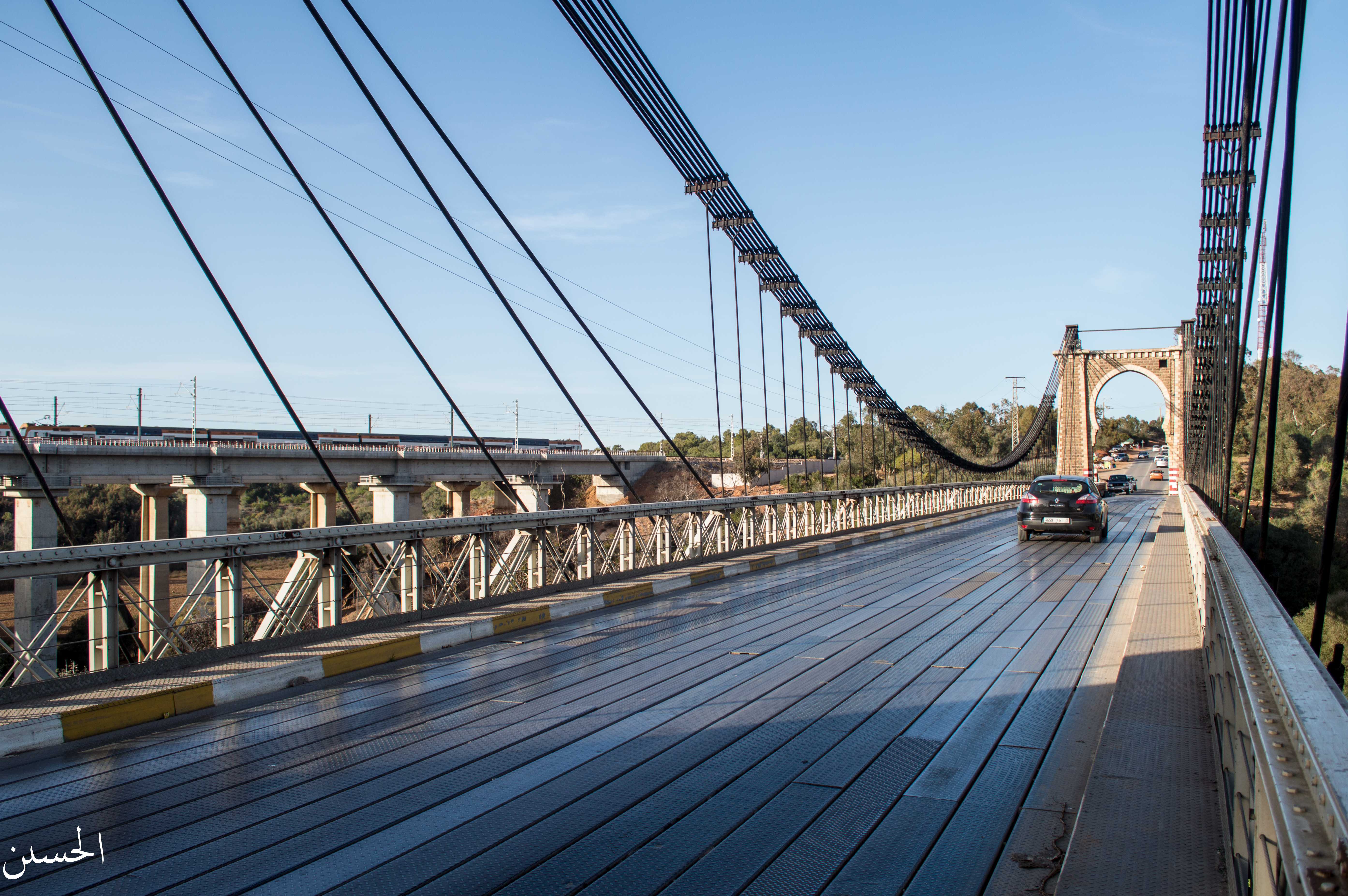
القنطرة المعلقة على واد الشراط
صورة تاريخية للقنطرة المعلقة لواد الشراط
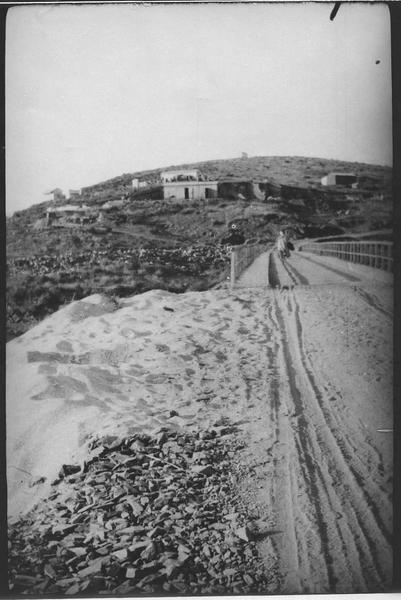
صورة تاريخية لقنطرة على واد الشراط